# Emanuel Pastreich
Emanuel Pastreich, född den 16 oktober 1964 i Nashville i USA, är professor på Kyung Hee University  och direktör för The Asia Institute. Han skriver och forskar om östasiatisk litteratur samt aktuella ämnen som politik, miljö och teknik.
Han ställde i det amerikanska presidentvalet 2024.

## Karriär
Pastreich gick på Lowell High School i San Francisco och på Yale University 1983–1987, där han tog en kandidatexamen i kinesiska. Därefter studerade han vid National Taiwan University och vid University of Tokyo,  där han tog en masterexamen i litteraturvetenskap om det japanska verket Edo kôki bunjin Tanomura Chikuden: Muyô no shiga (The Late Edo Literatus Tanomura Chikuden; The Uselessness of Painting and Poetry). År 1998 tog han en doktorsexamen i östasiatisk litteratur vid Harvard University. Han har arbetat som universitetslektor vid University of Illinois at Urbana-Champaign, George Washington University och Solbridge International School of Business.  Sedan 2011 är han professor vid College of International Studies, Kyung Hee University, Korea.

## Arbete i offentlig tjänst
År 2009–2012 arbetade Pastreich både som konsult för internationella förbindelser åt guvernören i Chungnamprovinsen, och för Daedeok Innopolis samt har arbetat för staden Daejeon som med frågor inom administration och utländska investeringar.

## Arbetskontakter
Pastreich är director för Asieninstitutet, en tankesmedja som studerar gränssnittet mellaninternationella relationer, miljöproblem och den teknologiska utvecklingen i Östasien. Under 2007–2008 har han biträtt guvernören i Chungnamprovinsen i internationella relationer och utländska investeringar. Dessförinnan från 2005-2007, var han chef för KORUS House, en tankesmedja för internationella relationer vid den koreanska ambassaden i Washington DC och redaktör för Dynamic Korea, en tidskrift som ges ut av det koreanska utrikesministeriet med fokus på koreansk kultur och samhälle.
Pastreichs publikationer inkluderar böcker om The Novels of Park Jiwon: Translations of Overlooked Worlds, en samling av romaner från en av det förmoderna Koreas kritiska röster, The Visible Vernacular: Vernacular Chinese and the Emergence of a Literary Discourse on Popular Narrative in Edo Japan, en studie av mottagandet av kinesisk folklitteratur i Japan, Life is a Matter of Direction, not Speed: A Robinson Crusoe in Korea, en beskrivning av hans liv i Korea och Scholars of the World Speak out About Korea's Future, en serie av diskussioner med Francis Fukuyama, Larry Wilkerson och Noam Chomsky om aktuella teman i det koreanska samhället.